# ファン・ネレ工場
ファン・ネレ工場 (オランダ語: Van Nellefabriek) はオランダ・ロッテルダムの、1995年まで操業されていたたばこ、コーヒー、紅茶の製造工場である。1925年から1931年に建設された初期の工場施設群は「オランダ機能主義建築の最高傑作」、「オランダ近代建築史上ひいては近代建築史上を飾る代表作のひとつ」、「20世紀前半における近代主義・機能主義の象徴」などと評されており、2014年の第38回世界遺産委員会でUNESCOの世界遺産リストに加えられた。熱帯地方から調達された原料を加工するヨーロッパ市場向けの嗜好品工場であったことから、オランダの商業発展の例証という点でも意義を持つ。
正式名を「ファン・ネレ煙草・珈琲・紅茶工場および事務棟」(Van Nelle Tabaks, Koffie en Thee Fabrieken & Kantoor) としている文献もある。また、日本語文献の中には、「・」を入れずに「ファンネレ工場」と表記しているものもある。

## 歴史

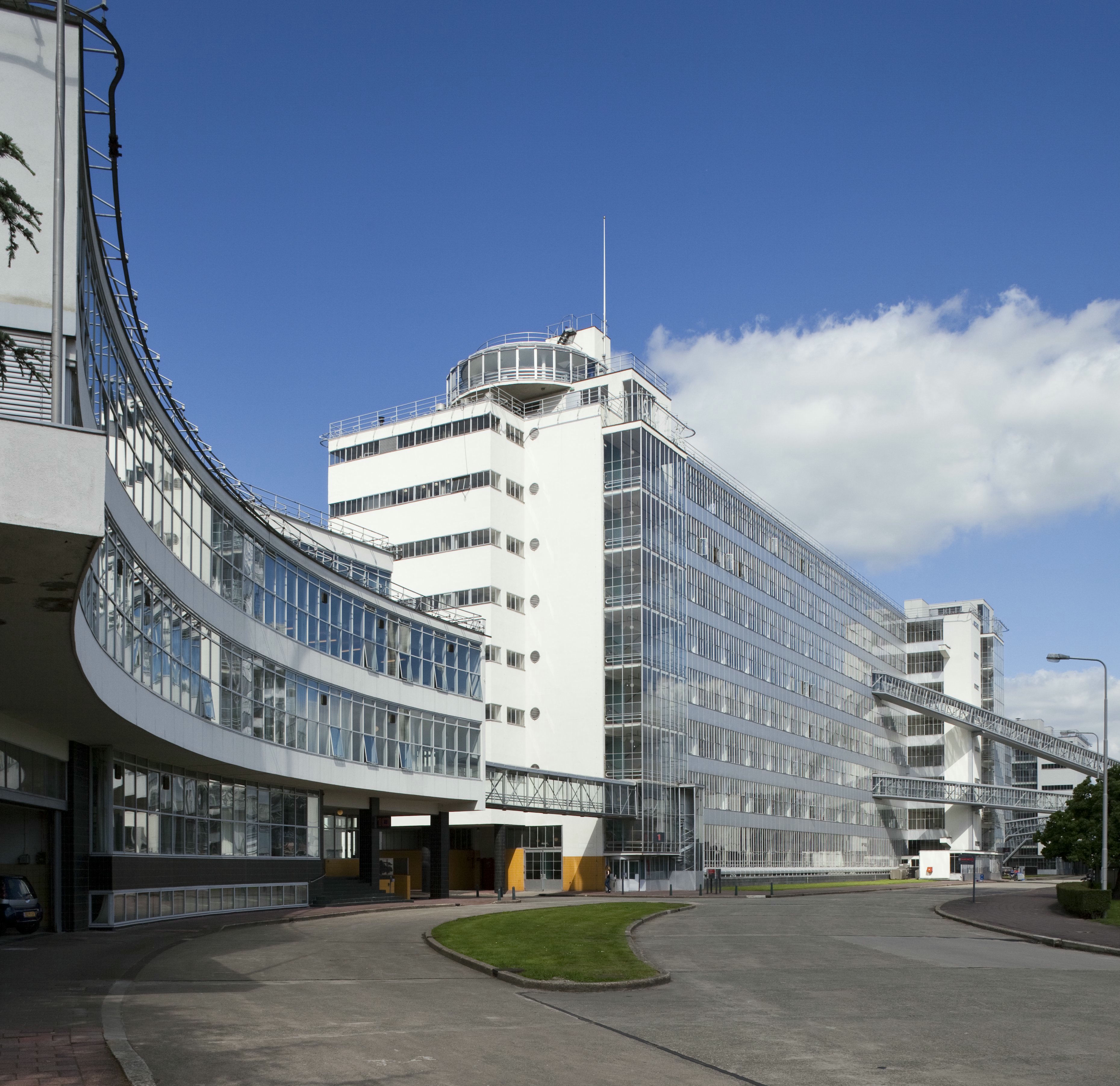
手前が湾曲した事務棟

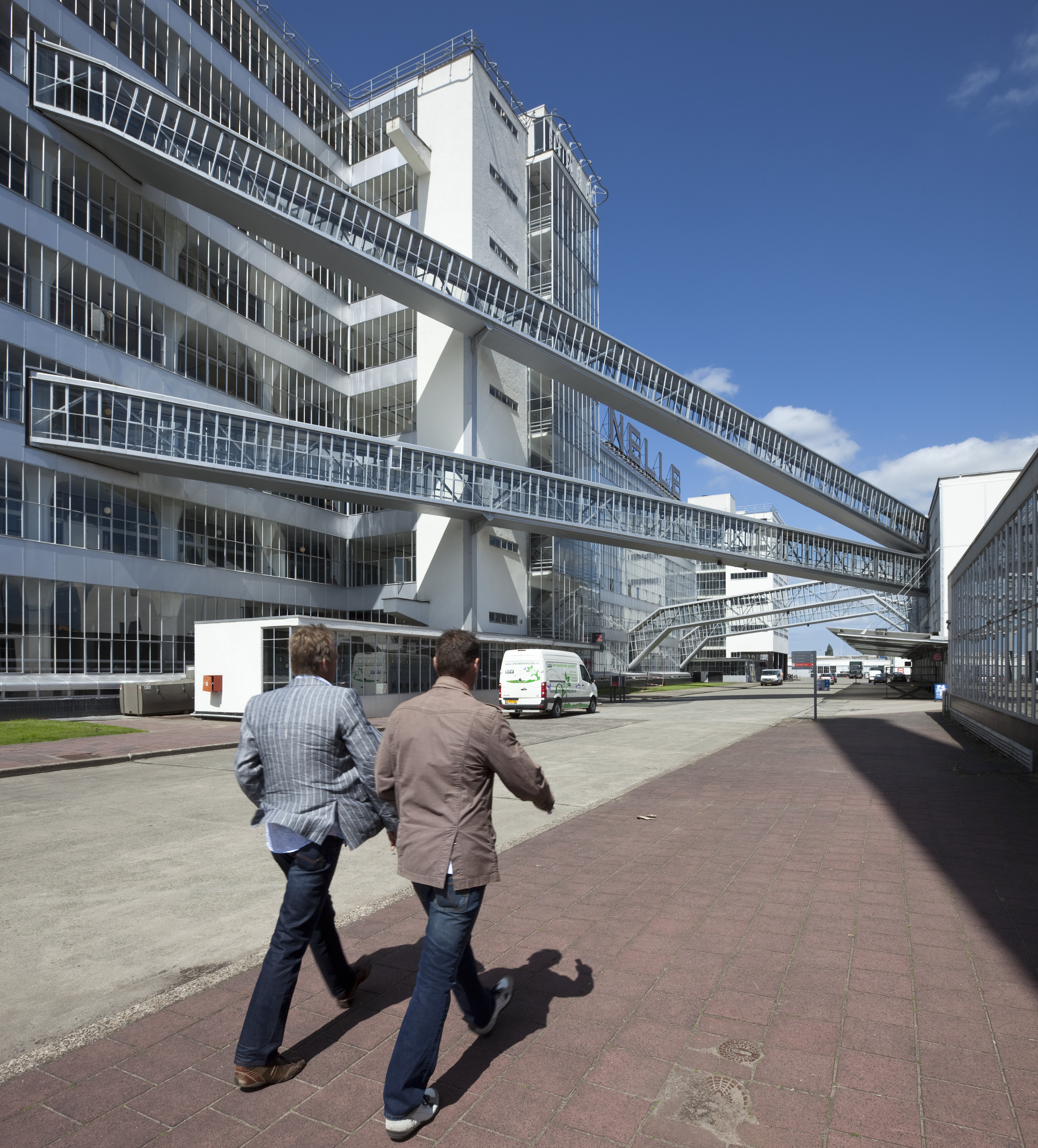
工場棟と倉庫棟をつなぐブリッジ

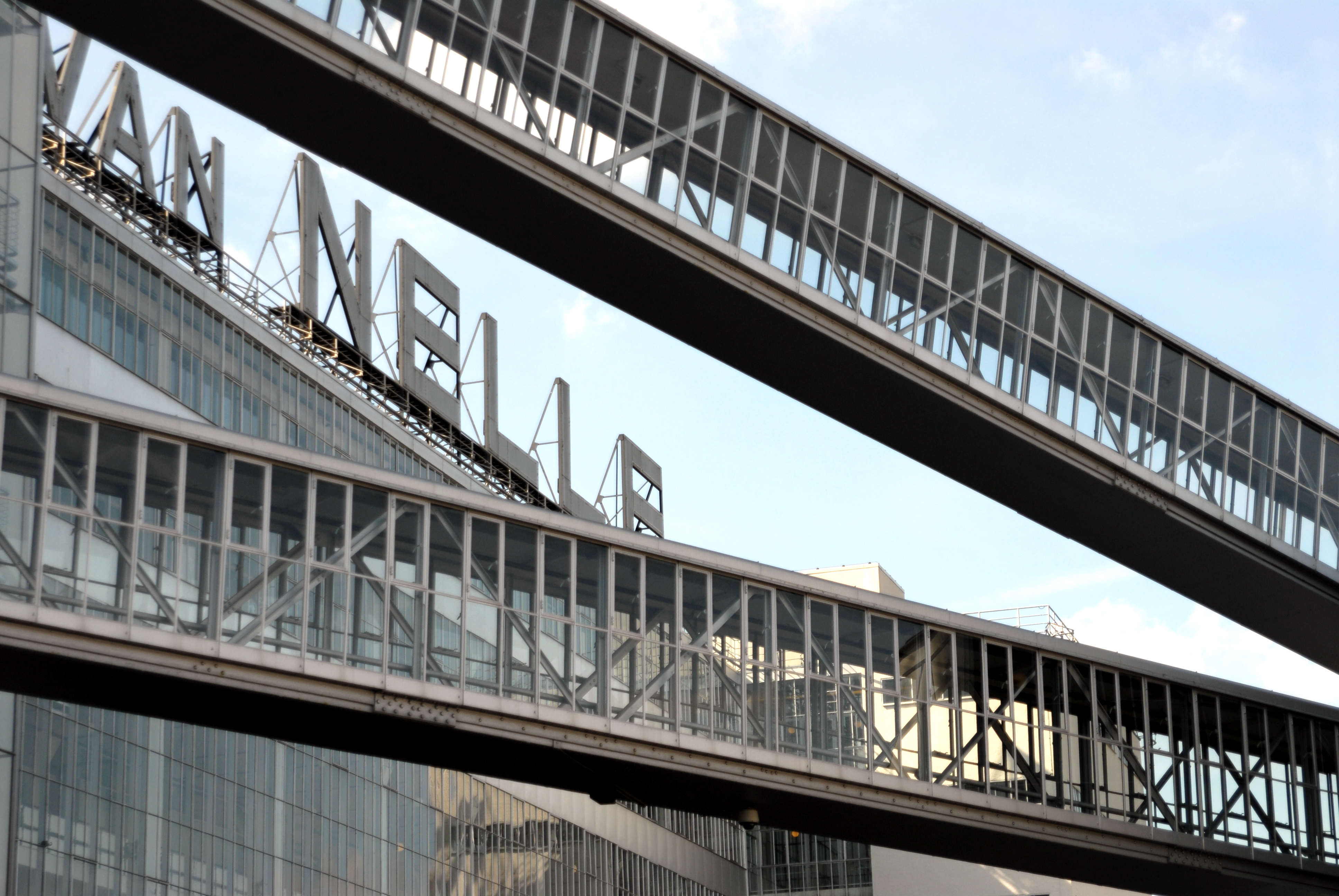
ブリッジ（拡大）

ファン・ネレ社はヨハネス・ファン・ネレ (Johannes van Nelle) 夫妻によって1782年に設立され、当初はたばこ、コーヒー、紅茶の販売を手がけていた。ヨハネスが1811年、妻ヘンリカが1813年に相次いで亡くなると遺族が引き継いだが、この商店の経営権は1837年にファン・デル・レーウ社に移った。ただし、その後も当初の社名が維持された。その3代目に当たるケース・ファン・デル・レーウ（Kees van der Leeuw, 1890年 - 1973年）がファン・ネレ工場を建設した。ケースは神智学の影響を強く受け、その福祉向上による社会改良思想の実践を企図していた。1913年に用地探しが始まり、1916年にはその購入も始まったが、実際に設計や着工が実現したのは第一次世界大戦後の1923年のことだった。
工場が建てられたのはロッテルダム近郊の地方自治体オーファスヒィ (Overschie) で、現在はロッテルダム市内の一地区になっている。工場の基本設計を手がけたのは、神智学者で建築家のミシール・ブリンクマン (Michiel Brinkman) だったものの、彼が1925年に没したため、後任をおく必要が生じた。22歳とまだ若く、力量を不安視されたミシールの息子ヨハネス・ブリンクマン（Johannes Andreas Brinkman, 1902年 - 1949年）に、アムステルダム派の表現主義建築家に学んだレーンデルト・ファン・デル・フルフト（Leendert Cornelis van der Vlugt, 1894年 - 1936年）が加わることになった。さらに、そのファン・デル・フルフトがヨハネスの実力に懸念を抱き、構造計画の技術者としてヤン・ヴィーベンハも招聘した。
ファン・ネレ工場は1931年に竣工したが、実現したのは当初の建築計画の半分ほどであった。その理由としては、世界恐慌（1929年）の影響による業績の悪化や、ケース・ファン・デル・レーウが思い描いたような理想的な労使関係の創出にはつながらなかったことによる彼の失望などが挙げられている。
しかし、その完成前から多くの建築家の注目を集め、1927年にはヴァルター・グロピウスの著書にも掲載され、ほかにブルーノ・タウト、ヘンリー＝ラッセル・ヒッチコック、ルートヴィヒ・ヒルベルザイマーらの著書にも言及が見られる。また、完成後に訪問した建築家の中にはル・コルビュジエもいた。
この工場は1987年にアメリカのサラ・リー・コーポレイションに売却され、1995年に完全に操業を停止した。その後、利活用の検討が続き、現在はデザイン工場 (Ontwerpfabriek) として建物の保存を重視しつつ、オフィスや貸しギャラリーなどに転用されている。イベント類の開催期間中ならば、一般観光客の見学も可能である。管理しているのは2001年に設立された合資会社の「ファン・ネレ・デザイン工場」である。

### 設計者をめぐる議論
設計を請け負ったのはファン・デル・フルフト＝ブリンクマン設計事務所である。しかし、そこにマルト・スタムがどこまで関与したのかについて、議論になってきた。スタムの関与についての最も早い言及は1929年のヒッチコックの著書であるが、本格的に論争が起こる画期となったのは、1960年のレイナー・バンハムの著書（邦題『第一機械時代の理論とデザイン』）であったと考えられている。バンハムはその著書の中でバウハウスについて論じた際に、同じ時代で規模の点で匹敵、あるいは凌駕しうる建築物はわずかに2件とし、その1件としてファン・ネレ工場に言及していた。その言及では、それをマルト・スタムに帰し、註釈をつけてスタムの作品と見なせる根拠を挙げている。バンハムがスタム説を採る理由は、ブリンクマン＝ファン・デル・フルフト社のデザイン・チームを主導していたのが彼であったこと、そして中心棟の設計を始め、様々な点にスタムの特色が見られることであった。なお、バンハムは明記していないが、彼の著書の資料提供者の一人がスタムであったことや、その断定の仕方から、バンハムはおそらくスタム自身からもこの件の裏づけを取ったのではないかとする見解もある。
1964年にスタムは、ファン・デル・フルフトに関する著書をまとめていた建築家ヤコブ・ベレント・ベケマの照会に応じて、この問題への回答を寄せている。そこでは、自分が設計に携わったことを認め、自分の意に反する形で実現した建造物群はあるものの、当時が1964年と同じような状況だったら、自分は共同設計者と名乗る資格があったはずという認識を示している。
実際、スタムが作成したドローイングでは工場棟の主要部分はスタムの設計が生かされており、その特色はスタム自身の他の設計の特色とも類似することが指摘されている。

## 建築

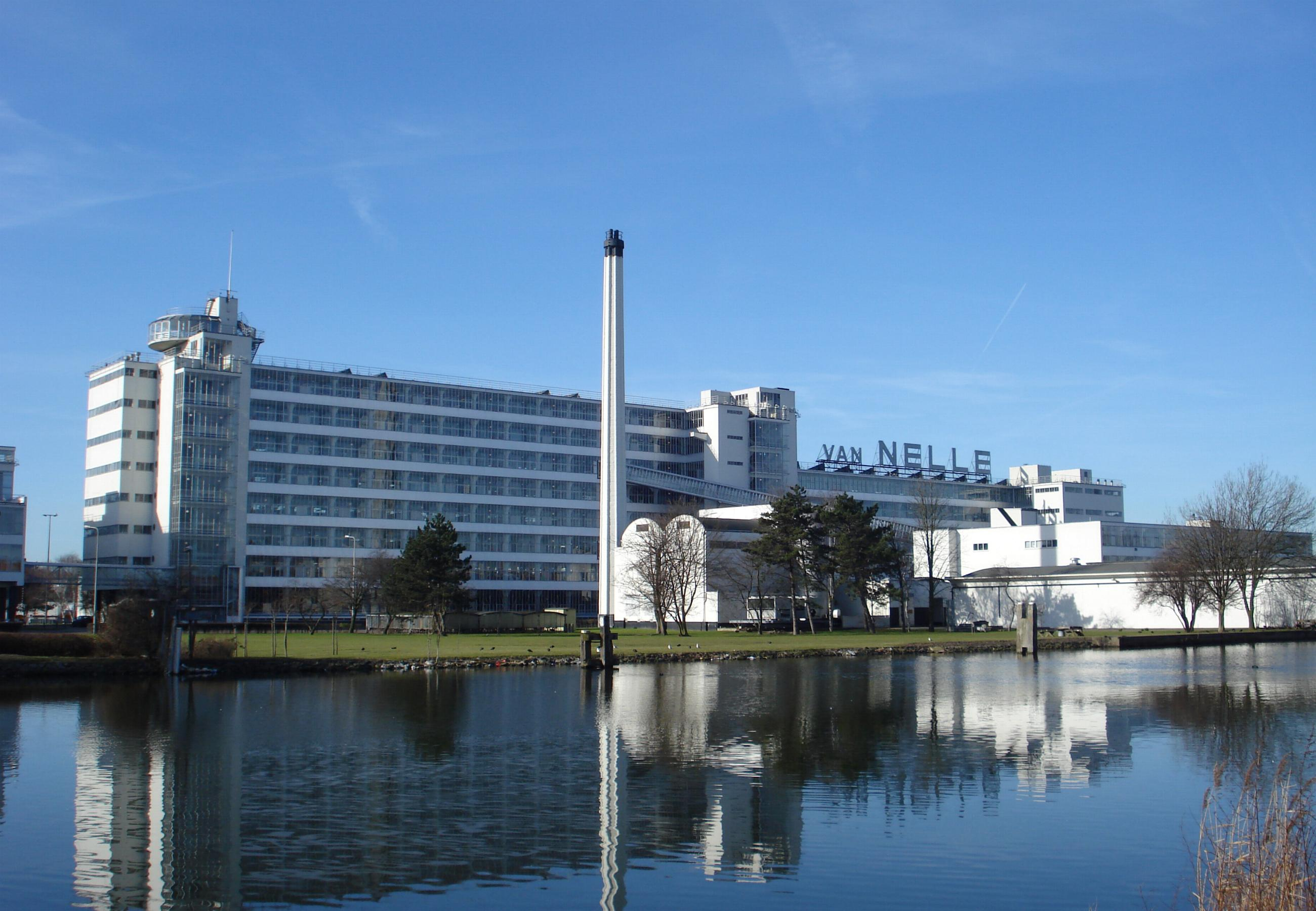
奥に見えるのが工場棟。たばこ工場（左半分）、社名のロゴが載っているコーヒー工場、木に隠れている紅茶工場（右端）の順に低くなっているのが分かる。たばこ工場の屋上にあるのが「菓子箱」。

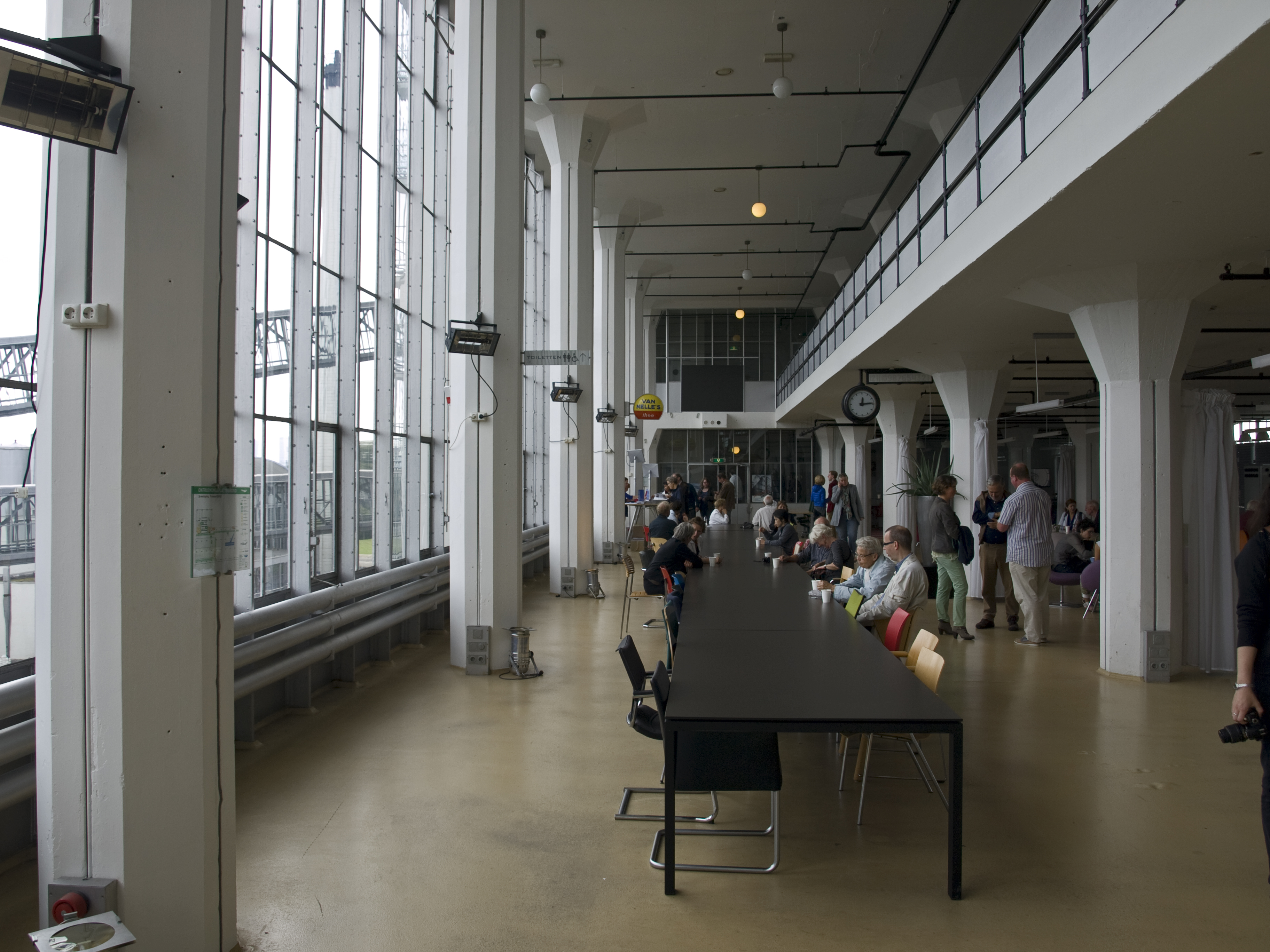
外光を多く取り入れた室内

工場の建設に当たっては輸送手段との結びつきが意識されており、東側が運河、南側が鉄道に接している。鉄道に面していることは、ファン・デル・レーウが建物そのものを会社の宣伝媒体とすることを企図していたこととも関係があった。
第1ゾーン（倉庫など）、第2ゾーン（構内道路）、第3ゾーン（たばこ、コーヒー、紅茶の各工場）に分けられ、工場はいずれも奥行き19m、床から天井の高さ3.5 m に統一された（コーヒー焙煎工程のみ天井高7 m）。製造工程数は紅茶、コーヒー、たばこの順に多くなり、この工程数の違いが各棟の設計（当初案はすべて統一）に変化を与えた。結果として、紅茶工場、コーヒー工場、たばこ工場の順に建物は高くなり、それぞれが階段室でつながっている。その建物は、工程がそのまま設計に反映された無駄のないものであると言われる。ただし、たばこ工場の屋上には作業工程とは関係のないガラス張りの喫茶室、通称「菓子箱」が存在している。これは、ケース・ファン・デル・レーウが屋上からロッテルダム港やロッテルダム市街を一望できることから着想したもので、彼の神智学的な観念との関連性も指摘されている。この菓子箱をめぐっては、スタムとファン・デル・フルフトの間に確執が生じたとも言われており、前出のスタム自身のコメントの中でも、実現した「菓子箱」についての不満を表明している。
ファン・デル・レーウは1926年秋にアメリカの工場建築を視察し、その結果を踏まえて採光について変更させた。また、ヴァルター・グロピウスのバウハウスに先駆けてカーテンウォールを採用した。当時としては新しい建材であったガラス、コンクリート、鉄などを使い、特にガラスの多用などによって、ファン・ネレ工場を巨大建築の重厚な印象から解放した。この思想には、ファン・デル・レーウの神智学への傾倒が投影されている。
この明るい新工場について、実際に視察したル・コルビュジエはこう述べた。
この場所の晴朗さは完璧なものである。（略）このモダンエイジの創造物は、それまで“プロレタリア階級”という言葉が帯びていた今までの暗いイメージをすべて拭い去ってくれた。
工場棟から続く湾曲した建物が事務棟である。もともとマルト・スタムの設計では直線的になっていたし、スタムは湾曲した形で実現した建物への嫌悪感を表明していたが、湾曲していることは構内道路を見渡しやすくするという効果を生み出した。また、事務棟内部は天井が高くなっており、開放感を生み出している。
工場棟は向かい合う倉庫棟とブリッジで結ばれているが、機能主義的な設計のため、運搬用ブリッジと歩行者用ブリッジに設計上の差異はない。ガラスを多用し、構造がスケルトン状になっているそのブリッジは、ダイナミックな印象を与えることが特筆されており、「ファン・ネレ工場の機能主義のシンボル」と評する者もいる。

## 世界遺産

### 登録経緯
ファン・ネレ工場は機能主義の傑作の一つであり、1985年にはオランダの国家遺産に指定されていた。この物件が世界遺産の暫定リストに記載されたのは2011年8月17日のことであり、正式推薦されたのは2013年1月28日のことであった。
推薦対象は当初の建造物群が保存されている工場の北東半分で、世界遺産委員会の諮問機関である国際記念物遺跡会議も「登録」を勧告した。
2014年6月にドーハで開催された第38回世界遺産委員会では、委員国を務めた日本、フィンランドなどから20世紀の優れた産業建築として学ぶべき点が多いなどとして支持する声が相次ぎ、勧告通りに登録が認められた。オランダの世界遺産としてはアムステルダムのシンゲル運河の内側にある 17世紀の環状運河地域（2010年登録）以来4年ぶり、同国では10件目（世界文化遺産としては9件目）の世界遺産リスト登録物件である。

### 登録基準
- (2) ある期間を通じてまたはある文化圏において、建築、技術、記念碑的芸術、都市計画、景観デザインの発展に関し、人類の価値の重要な交流を示すもの。
  - 世界遺産委員会はこの登録基準の適用理由を「ファン・ネレ工場は20世紀初頭における欧州・北米の様々な場所から生まれた技術的・建築的思想を寄せ集め、使いこなしており、産業組織と建築的・審美的達成度の両面で非常に成功している。それは戦間期モダニズムへのオランダの模範的貢献を代表しており、その建設以来、象徴的な例になっているとともに、世界中に影響を与える参照元となっている」[43]と説明した。

- (4) 人類の歴史上重要な時代を例証する建築様式、建築物群、技術の集積または景観の優れた例。
  - 世界遺産委員会はこちらの登録基準の適用理由については「20世紀前半の産業建築の文脈において、ファン・ネレ工場は環境、生産的フローの合理的組織、近接したコミュニケーション・ネットワークを介した迅速な処理、金属フレームを駆使したガラス製カーテンウォールを広く取ることによる内部への陽光の最大限の採取、そして広々とした内部空間が取り結ぶ諸関係の価値を示す傑出した例証である。それは明るさ、流動性、外界への産業の開放の価値を表現している」[43]と説明した。